# Cratoptera maculataria
Cratoptera maculataria là một loài bướm đêm trong họ Geometridae.